# Personer i Sverige födda i Kina
Till personer i Sverige födda i Kina räknas personer som är folkbokförda i Sverige och som har sitt ursprung i Kina. Enligt Statistiska centralbyrån fanns det 2017 i Sverige sammanlagt cirka 31 300 personer födda i Kina. 2019 bodde det i Sverige sammanlagt 45 868 personer som antingen själva var födda i Kina eller hade minst en förälder som var det. Åren 2000–2020 ökade antalet personer i Sverige födda i Kina med omkring 450 %.

## Historik

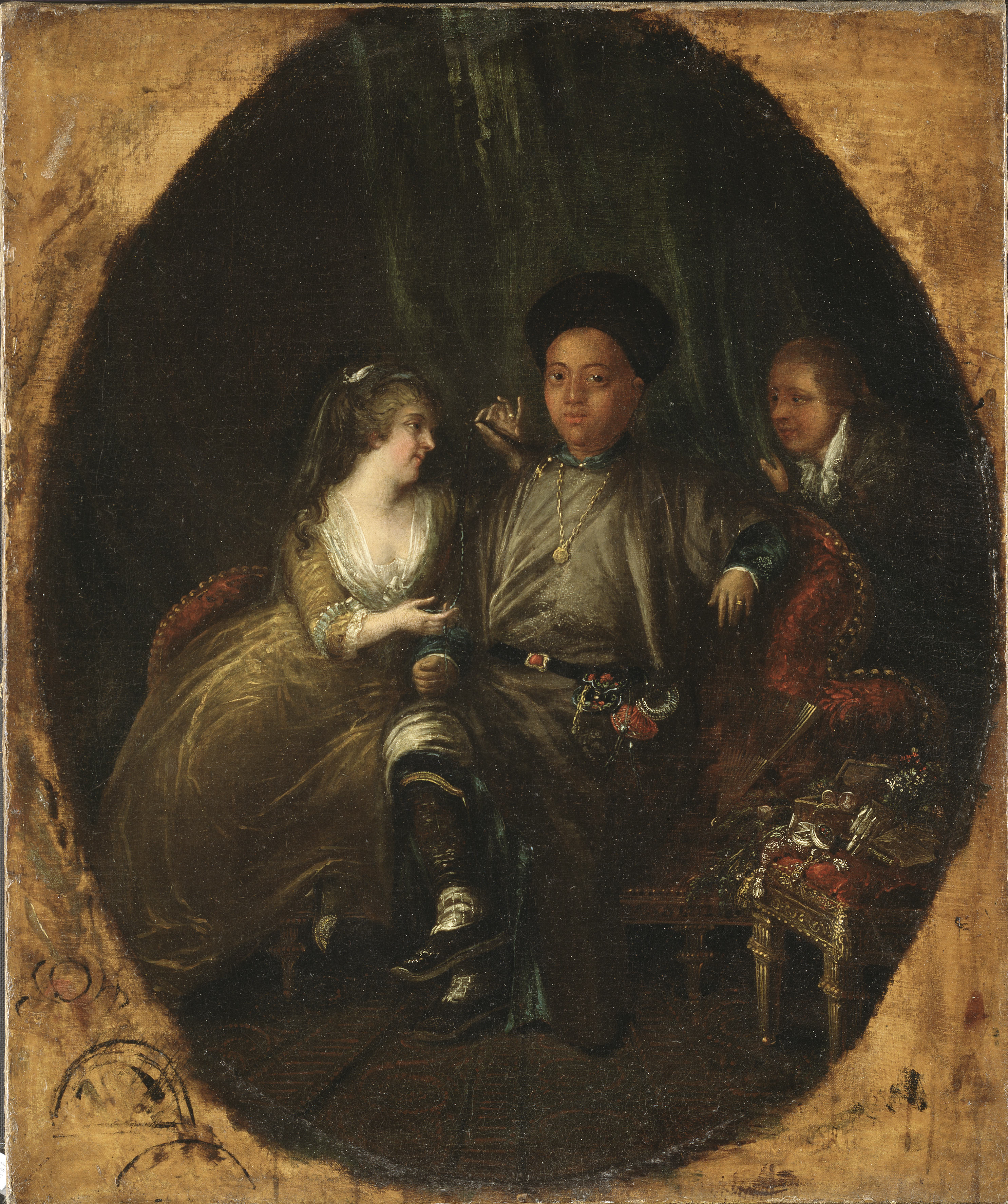
Choi Afock jämte Aurora Taube och Olof Lindahl.

Den förste dokumenterade kinesen i Sverige var den kantonesiske köpmannen "Afock" (A Fu 阿福?) som följde med ett av Svenska ostindiska kompaniets skepp år 1786. Tack vare den allmänna vurmen för kinesisk kultur på den tiden fick han genast audiens hos kung Gustav III. "Han uppväckte allas nyfikenhet och beundran", skrev magistratssekreteraren i Stockholm, Hochschild, som för övrigt beskrev "Afock" som "hygglig".
Den berömde politikern Kang Youwei (康有为) levde i exil i Sverige 1904–1907 efter att ha kommit i konflikt med Kinas de facto-härskare änkekejsarinnan Cixi.

### Första världskriget
I samband med Första världskriget anlände en grupp unga män från häradet Qingtian i nuvarande Lishui, Zhejiang. Dessa hade kommit till Europa för att arbeta i den franska krigsmakten, och kom efter fredsslutet att stanna kvar. Några av dem letade sig sedan till Sverige, där de i många fall gifte sig med svenskor. Även det Andra världskriget och därpå följande Kinesiska inbördeskriget bidrog till att strandsätta vissa kineser som av en eller annan anledning råkade befinna sig i Sverige och sedan valde att inte återvända på grund av oroligheterna i hemlandet.

### 1970-talet
I mitten av 1970-talet började kineser från "tigerekonomierna" Hongkong och Taiwan att invandra till Europa, där de i hög grad försörjde sig på att driva kinarestauranger. Även om de inledningsvis sökte sig till Storbritannien och Holland kom konkurrensen om kunderna så småningom att driva dem även till andra länder, bland annat Sverige. Den första restaurangen i Sverige hade dock faktiskt öppnat redan 1959.
Efter Mao Zedongs död 1976 började fastlandskina gradvis öppna sig mot omvärlden och det blev lättare för kineser att resa utomlands. Utöver påfyllnad av den traditionella restaurangnäringen har det även medfört en stor ökning av antalet kinesiska studenter vid svenska universitet, samt av "kärleksinvandrare" som är gifta eller sambo med svenskar.

## Adoptioner
Sedan ungefär år 2000 har det även blivit vanligt med adoptioner från Kina, främst av flickor. Detta beroende bland annat på att fastlandets ettbarnspolitik (1980–2015) fick många konservativa hushåll att absolut vilja ha en son som sitt enda barn.

## Historisk utveckling

### Födda i Kina
| Personer i Sverige födda i Kina 1900–2022 | Personer i Sverige födda i Kina 1900–2022 | Personer i Sverige födda i Kina 1900–2022 | Personer i Sverige födda i Kina 1900–2022 | Personer i Sverige födda i Kina 1900–2022 |
| --- | ----------------------------------------- | ----------------------------------------- | ----------------------------------------- | ----------------------------------------- |
| |                                           |                                           |                                           |                                           |
| År |                                           |                                           | Folkmängd                                 |                                           |
| 1900 | 1900                                      |                                           | 34                                        |                                           |
| 1930 | 1930                                      |                                           | 201                                       |                                           |
| 1950 | 1950                                      |                                           | 397                                       |                                           |
| 1960 | 1960                                      |                                           | 520                                       |                                           |
| 1970 | 1970                                      |                                           | 644                                       |                                           |
| 1980 | 1980                                      |                                           | 1 424                                     |                                           |
| 1990 | 1990                                      |                                           | 3 869                                     |                                           |
| 2000 | 2000                                      |                                           | 8 150                                     |                                           |
| 2001 | 2001                                      |                                           | 8 959                                     |                                           |
| 2002 | 2002                                      |                                           | 9 776                                     |                                           |
| 2003 | 2003                                      |                                           | 10 852                                    |                                           |
| 2004 | 2004                                      |                                           | 11 923                                    |                                           |
| 2005 | 2005                                      |                                           | 13 277                                    |                                           |
| 2006 | 2006                                      |                                           | 14 453                                    |                                           |
| 2007 | 2007                                      |                                           | 16 013                                    |                                           |
| 2008 | 2008                                      |                                           | 18 256                                    |                                           |
| 2009 | 2009                                      |                                           | 21 202                                    |                                           |
| 2010 | 2010                                      |                                           | 23 998                                    |                                           |
| 2011 | 2011                                      |                                           | 25 657                                    |                                           |
| 2012 | 2012                                      |                                           | 26 824                                    |                                           |
| 2013 | 2013                                      |                                           | 27 923                                    |                                           |
| 2014 | 2014                                      |                                           | 28 699                                    |                                           |
| 2015 | 2015                                      |                                           | 28 410                                    |                                           |
| 2016 | 2016                                      |                                           | 29 640                                    |                                           |
| 2017 | 2017                                      |                                           | 31 333                                    |                                           |
| 2018 | 2018                                      |                                           | 33 288                                    |                                           |
| 2019 | 2019                                      |                                           | 35 282                                    |                                           |
| 2020 | 2020                                      |                                           | 36 023                                    |                                           |
| 2021 | 2021                                      |                                           | 37 172                                    |                                           |
| 2022 | 2022                                      |                                           | 38 461                                    |                                           |
| 2023 | 2023                                      |                                           | 38 253                                    |                                           |
| 2024 | 2024                                      |                                           | 38 976                                    |                                           |
| Anm.: Befolkning den 31 december respektive år förutom åren 1960 och 1970 som avser förhållandet den 1 november och år 1980 som avser förhållandet den 15 september. |                                           |                                           |                                           |                                           |